# Beerst

Beerst é uma vila e deelgemeente belga pertence ao município de Diksmuide, província de Flandres Ocidental. Em 2006, tinha 1.127 habitantes e 11,27 km² de área. O principal monumento é a igreja de Santo Wandregesilus.

Beerst, no município de Diksmuide.

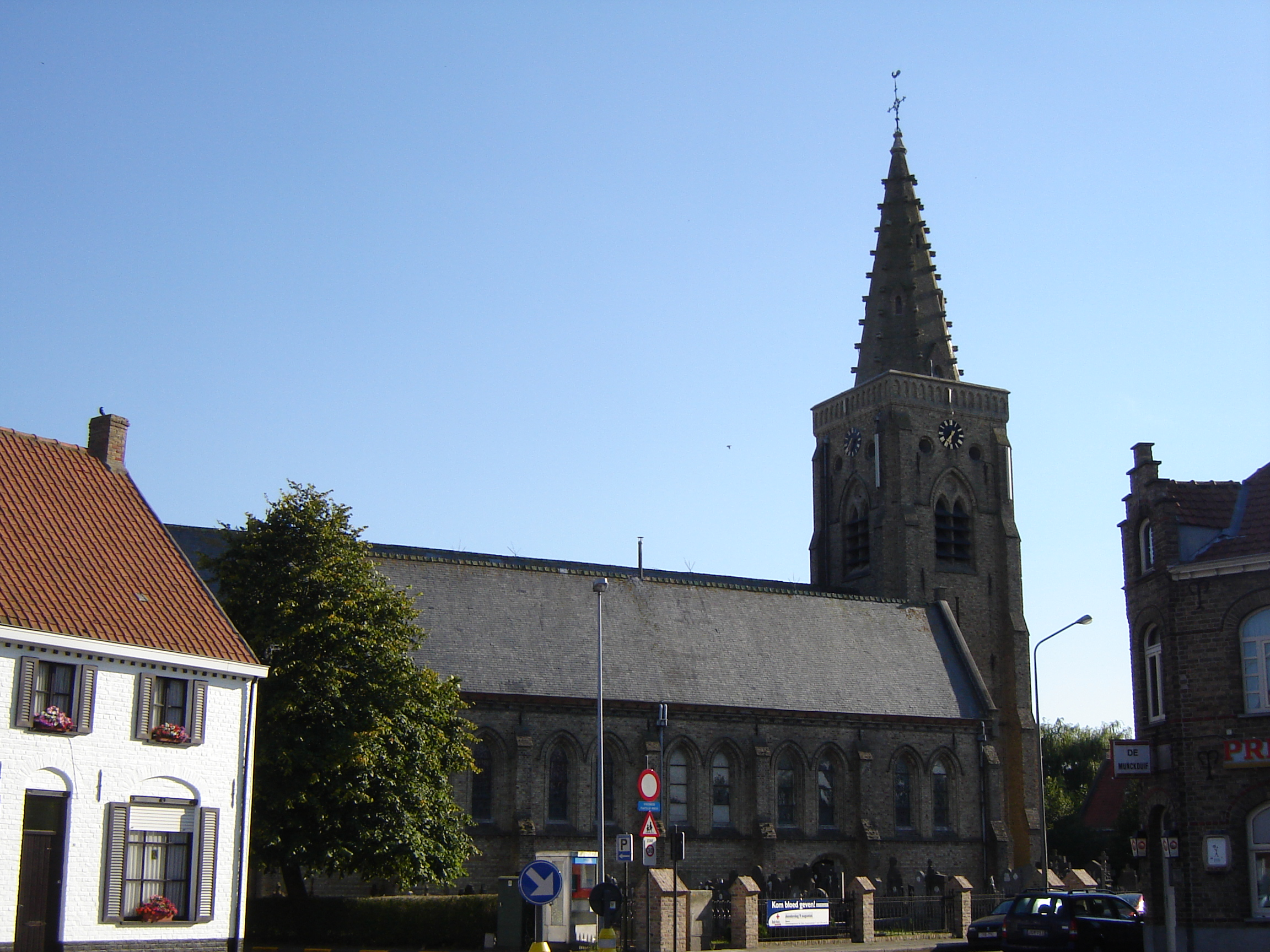
Igreja de Santo Wandregesilus